# Exocentrus aureovittatus
Exocentrus aureovittatus là một loài bọ cánh cứng trong họ Cerambycidae.